# يوكي كوتاني
يوكي كوتاني (باليابانية: 小谷 祐喜) (27 يوليو 1991 في أوساكا في اليابان – )؛ هو لاعب كرة قدم ياباني سابق كان يلعب كمدافع.

## وصلات خارجية
- يوكي كوتاني على موقع رابطة كرة القدم اليابانية للمحترفين (اليابانية)
- يوكي كوتاني على موقع قاعدة بيانات كرة القدم.إي يو (الإنجليزية)
- يوكي كوتاني على موقع Soccerway.com (الإنجليزية)
- يوكي كوتاني على موقع عالم كرة القدم.نت (الإنجليزية)